# Де Шварц, Франсуа Ксавье
Франсуа Ксавье де Шварц (фр. François Xavier de Schwarz; 1762 — 1826) — французский военный деятель, бригадный генерал (1806 год), барон (1809 год), участник революционных и наполеоновских войн.

## Биография
Родился в семье барона Священной Римской империи, служившего офицером в баварской армии. 20 августа 1769 года в 7-летнем возрасте вступил на французскую службу в королевский гусарский полк волонтёров Нассау. 12 июля 1776 года перевёлся кадетом в гусарский полк Шамборана, 12 марта 1782 года произведён в младшие лейтенанты, 25 января 1792 года – в лейтенанты 2-го гусарского полка (бывший полк Шамборана).
В кампанию 1792 года сражался в составе Центральной и Северной армий, 13 июня 1792 года получает патент капитана, в 1793 году переведён в Арденнскую, затем Самбро-Маасскую армию, 21 марта 1795 года – командир эскадрона, отличился в сражениях при Швальбахе и Кройцнахе, в 1797-1798 годах служил в Рейнской, затем в Армии Берегов Океана. Осенью 1798 года принял участие в провальной экспедиции генерала Арди, направленной для поддержки действий корпуса генерала Юмбера в Ирландии и 12 октября попал в плен к англичанам.
30 декабря 1798 года Шварц был освобождён «под слово» и возвратился во Францию, 3 сентября 1799 года получил звание командира бригады (полковник), и возглавил 5-й гусарский полк в составе Рейнской армии, в кампанию 1800 года сражался при Мёсскирхе, Биберахе, Кирхберге и Гогенлиндене.
3 мая 1803 года его полк вошёл в состав Ганноверской армии генерала Мортье, 29 августа 1805 года ставшая 1-м армейским корпусом Великой Армии. Участвовал в Австрийской кампании 1805 года, отличился при Аустерлице.
20 сентября 1806 года 5-й гусарский стал частью бригады лёгкой кавалерии генерала Лассаля. Вскоре данное подразделение стало легендарным, и получило прозвище «Адская бригада». В ходе Прусской кампании Франсуа-Ксавье сражался при Кревице, Любеке, Тыкоцине и Голымине, участвовал во взятии Штеттина, 30 декабря 1806 года произведён в бригадные генералы.
С 14 по 18 января 1807 года исполнял обязанности коменданта кавалерийского депо в Лещицах, 18 января 1807 года – командир кавалерийского обоза в Сен-Ло. 24 июля 1807 года продолжил службу в 24-м военном округе. 19 марта 1808 года возглавил кавалерийскую бригаду в составе Наблюдательного корпуса Восточных Пиренеев, 14 июня 1808 года потерпел поражение от испанских войск генерала Виллафранка при Брухе неподалёку от Барселоны, 7 сентября 1808 года переведён в 7-й армейский корпус Армии Испании, 4 сентября 1810 года после храброй обороны капитулировал в Бисбале, после чего был доставлен в Таррагону, а оттуда в Англию.
Вернулся из плена только 17 мая 1814 года и при первой реставрации Бурбонов оставался без служебного назначения, во время «Ста дней» присоединился к Императору и 13 мая 1815 года занял пост коменданта ремонтного депо кавалерии в Амьене, после второй реставрации 4 сентября 1815 года вышел в отставку. Умер 9 октября 1826 года.

## Воинские звания
- Младший лейтенант (12 марта 1782 года);
- Лейтенант (25 января 1792 года);
- Капитан (13 июня 1792 года);
- Командир эскадрона (21 марта 1795 года);
- Полковник (3 сентября 1799 года);
- Бригадный генерал (30 декабря 1806 года).

## Титулы
- Барон Шварц и Империи (фр. baron Schwarz et de l'Empire; декрет от 19 марта 1808 года, патент подтверждён 15 января 1809 года)[1].

## Награды
Легионер ордена Почётного легиона (11 декабря 1803 года)
 Офицер ордена Почётного легиона (14 июня 1804 года)
 Коммандан ордена Почётного легиона (25 декабря 1805 года)
 Коммандор баварского военного ордена Максимилиана Иосифа (15 апреля 1808 года)
 Кавалер военного ордена Святого Людовика (19 августа 1818 года)